# آقای هرکول
آقای هرکول با عنوان اصلی مینگ، بچه‌ها!  (ایتالیایی: Ming, ragazzi!) یک فیلم کمدی رزمی ایتالیایی محصول ۱۹۷۳ به کارگردانی آنتونیو مارگریتی است که در هنگ کنگ، سنگاپور، سیدنی و بانکوک فیلمبرداری شده است. این فیلم که توسط کارلو پونتی تهیه شده است، با حضور بدل‌های باد اسپنسر و ترنس هیل یعنی آلبرتو تراچینا و فرناندو بیلبائو در هجو تب فیلم‌های کونگ‌فو ساخته شد.

## خلاصه داستان
دنی (تراچینا) و پرسی (فرناندو بیلبائو) از یک سکوی نفتی در استرالیا اخراج می‌شوند که در آنجا پرسی به طور تصادفی آن را تخریب کرده است. آنها به یک رستوران چینی پناه می‌برند و در آنجا با صاحب رستوران، وانگ، آشنا می‌شوند.  وانگ به آن‌ها پیشنهاد می‌دهد که در ازای ۱۰۰،۰۰۰ دلار پسرش، هِنشو، را بازگردانند. هنشو توسط نامادری‌اش و دوست او، که یک استاد کونگ‌فو است، برده شده است. این دو پیشنهاد را می‌پذیرند و به هنگ‌کنگ پرواز می‌کنند. 

## بازیگران
- آلبرتو تراچینا به نقش دنی/دینو (با عنوان تام اسکات)
- فرناندو بیلبائو به نقش پرسی/پارسیفال (با عنوان فرد هریس)
- جولینا کالینز در نقش Ai-Lan (با نام جولینا میچل)
- چای لی در نقش لی پینگ
- جورج وانگ در نقش مینگ
- سو چانگ در نقش سو
- لوچانو پیگوتسی در نقش رئیس پلیس (با نام آلن کالینز)

تبلیغ نمایش نخست فیلم آقای هرکول در روزنامه‌ی اطلاعات ۳۰ تیر ۱۳۵۵

## نمایش در ایران
فیلم آقای هرکول برای بار نخست در تاریخ چهارشنبه ۳۰ تیر سال ۱۳۵۵ خورشیدی در سینما کاپری تهران نمایش داده شد . این فیلم جایگزین فیلم شام آخر (شهیار قنبری) در سینما کاپری شد.
فیلم آقای هرکول پس از یک هفته نمایش، در تاریخ چهارشنبه ۶ مرداد ۱۳۵۵ جای خود را به نمایش مجدد فیلم سرایدار (خسرو هریتاش) داد.

## بازخوردها
تام میلن در ماهنامه بولتن فیلم نقدی منفی بر این فیلم نوشت و با تأسف اشاره کرد که یکی دو نما، مانند اژدهای کارناوال در یک کوچه تاریک، «یادآور این است که مارگریتی در گذشته لحظات خوبی داشته، هرچند در سطحی پایین‌تر از باوا». میلن در پایان نتیجه گرفت که این فیلم «نسخه‌ای کمرنگ و تقلیدی است که با نماهای گردشگری پر شده و در صحنه‌های زد و خورد بی‌هدف خود دچار مشکل شده است».